# Échenilleur terrestre
Coracina maxima
Espèce
Statut de conservation UICN

 LC  : Préoccupation mineure
L'Échenilleur terrestre (Coracina maxima) est une espèce de passereau de la famille des Campephagidae.

## Répartition
Il est endémique en Australie.